# Conus pertusus
Espèce
Statut de conservation UICN

 LC  : Préoccupation mineure
Conus pertusus est une espèce de mollusque gastéropode marin venimeux appartenant à la famille des Conidae.

## Répartition
Cette espèce se rencontre dans le bassin des Mascareignes, au bord des côtes mauriciennes et de l'île Chagos, jusque sur les côtes des Philippines.

## Synonymes
- Conus amabilis Lamarck, 1810
- Conus festivus Dillwyn, 1817
- Rhizoconus pertusus (Hwass in Bruguière, 1792)[2]